# Застава Јордана
Застава Јордана је базирана на застави арапске побуне против Османског царства током Првог светског рата. Застава се састоји од три хоризонталне пруге једнаке ширине (црне, беле и зелене боје гледано од врха надоле) које повезује црвени троугао постављен ка јарболу. Боје пруга симболишу абасидски, омејадски и фатимидски халифат. Црвени троугао означава хашемитску династију и арапски устанак. На црвеном троуглу налази се и седмокрака звезда (по чему се једино ова застава разликује од палестинске) која има двоструко значење: означава седам стихова прве суре у Курану а такође означава и јединство Арапа. Постоји и мишљење да исто тако означава и седам брда на којима је изграђен Аман, престоница Јордана.
Боје на застави су истовремено и панарапске боје, коришћене од 1917. године а звезда је додата 1928. када је Јордан добио номиналну независност. 

## Галерија
- Поморски барјак.
Размера 1:2
- Краљевска стандарта